# Sedum pedicellatum subsp. lusitanicum
Sedum pedicellatum subsp. lusitanicum é uma subespécie de planta com flor pertencente à família Crassulaceae. 
A autoridade científica da subespécie é (Willk. ex Mariz) Laínz, tendo sido publicada em Anal. Inst. Forest. Invest. Exp. 13: 16. 1968.

## Portugal
Trata-se de uma subespécie presente no território português, nomeadamente em Portugal Continental.
Em termos de naturalidade é endémica da Península Ibérica.

## Protecção
Não se encontra protegida por legislação portuguesa ou da Comunidade Europeia.